# چارلز کروگر
چارلز کروگر (آلمانی: Charles Krüger; ۹ مارس ۱۸۹۶ – ۸ مارس ۱۹۹۰) بازیکن فوتبال اهل لوکزامبورگ بود.
وی همچنین در تیم ملی فوتبال لوکزامبورگ بازی کرده‌است.